# (sic)nesses
(sic)nesses é o terceiro álbum de vídeo e o segundo DVD ao vivo da banda de alternative metal Slipknot. foi lançado em 28 de setembro de 2010 pelas gravadoras Roadrunner Records e Nuclear Blast Records.
A notícia foi divulgada pela própria banda, que um DVD da atuação da banda no Download Festival 2009 (um dos últimos shows do falecido baixista Paul Gray) seria lançado em vídeo, o que animou muitos fãs, sabendo que a banda não iria parar pela morte do integrante #2. Corey Taylor ainda disse que o DVD seria um tributo ao amigo.

## Faixas
Lista de faixas:
| N.º | Título                                   | Compositor(es) | Duração |  |
| 1.  | "742617000027"                           | Slipknot       |         |  |
| 2.  | "(Sic)"                                  | Slipknot       |         |  |
| 3.  | "Eyeless"                                | Slipknot       |         |  |
| 4.  | "Wait and Bleed"                         | Slipknot       |         |  |
| 5.  | "Get This"                               | Slipknot       |         |  |
| 6.  | "Before I Forget"                        | Slipknot       |         |  |
| 7.  | "Sulfur"                                 | Slipknot       |         |  |
| 8.  | "The Blister Exists"                     | Slipknot       |         |  |
| 9.  | "Dead Memories"                          | Slipknot       |         |  |
| 10. | "Left Behind"                            | Slipknot       |         |  |
| 11. | "Disasterpiece"                          | Slipknot       |         |  |
| 12. | "Vermilion"                              | Slipknot       |         |  |
| 13. | "Everything Ends"                        | Slipknot       |         |  |
| 14. | "Psychosocial"                           | Slipknot       |         |  |
| 15. | "Duality"                                | Slipknot       |         |  |
| 16. | "People = Shit"                          | Slipknot       |         |  |
| 17. | "Surfacing"                              | Slipknot       |         |  |
| 18. | "Spit It Out"                            | Slipknot       |         |  |
| 19. | "Audible Visions of (Sic)nesses [Video]" | Slipknot       |         |  |
| 20. | "Psychosocial [Video]"                   | Slipknot       |         |  |
| 21. | "Dead Memories [Video]"                  | Slipknot       |         |  |
| 22. | "Sulfur [Video]"                         | Slipknot       |         |  |
| 23. | "Snuff [Video]"                          | Slipknot       |         |  |
| 24. | "The Making of Snuff [Video]"            | Slipknot       |         |  |